# ベッキンゲン
ベッキンゲン (独: Beckingen) (はドイツ連邦共和国南西部に位置するザールラント州 メルツィヒ＝ヴァーダーン郡にある町村。
ザール川のそばに位置し、メルツィヒの南東約7km、ザールブリュッケンの北西約30kmにある。

## 概要
古い鉄道駅の廃墟があり、夏にはそこで数多くのイベントが行われる。夏には、40℃にも気温が達することもある。